# 冷戰 (電影)
《冷戰》是一部2000年上映的香港電影，本片遠於首爾取景，由梁家仁導演及監製，編劇為羅錦輝，任達華、鍾麗緹及尹揚明領銜主演。

## 劇情
自從他的妻子離世之后，家駒（任達華 飾）便成為了另一名殺手于利亞旂下的出色殺手，但利亞對家駒有一種感覺。在首爾，兩人被派往去做殺死控制東南亞的台灣黑幫老大徐忠（金相旭 飾），此時家駒發現自己與利亞已經差不多滅了徐氏家族，除了哥哥徐忠及弟弟徐勇（尹揚明 飾）。家駒和利亞找到了自己目標徐忠，利亞把他開槍射殺，但過程中家駒被忠的手下射中並受傷，在逃跑的過程他順手救走了險被性侵犯的女子金子，家駒、利亞通通被首爾員警成武（李一才 飾）追捕。在這段日子，家駒和金子且互生情愫，但金子的男友正是成武，其實成武和家駒是多年失散的好兄弟，但兩人卻在十年前的一場戰爭中失散。家駒這時發現，在殺死徐忠的關鍵時刻，弟弟徐勇卻突然失蹤...

## 演員
| 演員   | 角色                             | 粵語配音 | 備註                                                                                                |
| 任達華 | 家駒                             | 任達華   | 出色殺手 于利亞之拍檔兼下屬，被其暗戀 徐勇、徐忠之天敵 和金子且互生情愫 成武之失散好兄弟 最後槍殺徐勇 |
| 鍾麗緹 | 利亞                             |          | 出色殺手 家駒之拍檔兼上司，並暗戀其 徐勇、徐忠之天敵 後被徐勇手下槍傷至植物人                       |
| 尹揚明 | 徐勇                             | 尹揚明   | 本片終極大反派 阿勇 徐忠之弟 家駒、利亞、成武之天敵 最後被家駒槍殺                                  |
| 李一材 | 成武                             | 羅偉亮   | 首爾員警 家駒之失散好兄弟 徐勇、徐忠之天敵 金子之男友 最後被徐勇槍殺                                |
| 梁家仁 | 梁永仁                           | 楊捷康   | 商人 娘娘腔 表面為正當商人，實偷偷暗做非法生意 在開頭被家駒槍殺                                     |
| 梁家仁 | 商人 梁永仁之兄 在開頭被家駒槍殺 | 楊捷康   | |
| 金相旭 | 徐忠                             | 楊捷康   | 老大 徐勇之兄 家駒、利亞、成武之天敵 後被家駒槍殺                                                   |

## 外部連結
- 香港影庫上《冷戰》的資料（繁體中文）